# Рейснер (род)
Рейснер (нем. Reissner, Reißner, Reusner) — российский род померанского происхождения, известный в Европе с XV в.

## Происхождение и история рода
В Лифляндии первым из Рейснеров известен в начале XVII века Михаэль (1590—1674) — уроженец Кольберга, пастор в местечке Буртнек. Его правнук — Андреас (1685—1764) — пастор в Салисбурге, окончил Виттенбергский университет. Имел десятерых детей, двое из его сыновей стали родоначальниками двух ветвей рода Рейснер, оставивших след в истории России.
Первый сын — Михаэль (1714—1784) — пастор в Уббенорме. Его внук — Карл Георг (Georg Johann Karl, 1792—1863) — врач в Риге, владелец имения Гильхенсфер Рижского уезда (1849—1857). Их сын — Андрей Егорович (Иоганн Андреас; 1840—1900) — коллежский советник (1887), чиновник Архангельского, Люблинского и Виленского акцизных управлений.
Сын Андрея — Михаил Андреевич (1868—1928) — юрист, историк, социолог. Дети Михаила — Л. М. Рейснер и Игорь Михайлович (1898—1958) — советский разведчик, востоковед, доктор исторических наук, профессор. Сыновья И. М. Рейснера: Лев Игоревич (1928—1990) — экономист, доктор экономических наук (1974), специалист по экономике стран Среднего Востока, сотрудник Института востоковедения АН СССР, и Георгий Игоревич (4 мая 1934 — 22 сентября 2013) — геофизик, доктор геолого-минералогических наук (1981). Дочь Л. И. Рейснера — Марина Львовна (род. 1954) — доктор филологических наук (1996), профессор кафедры иранской филологии Института стран Азии и Африки при МГУ им. М. В. Ломоносова.
Сын Андреаса — Мартин Андреас (1718—1789) — обер-пастор в Риге, в 1768 году получил дворянство Священной Римской империи и герб, владелец имения Адьямюнде в Скулте, близ Риги. Его внук — Карл Андреевич (Карл Андреас; 1793—1855) — генерал-майор, комендант Нарваы (1849—1854).

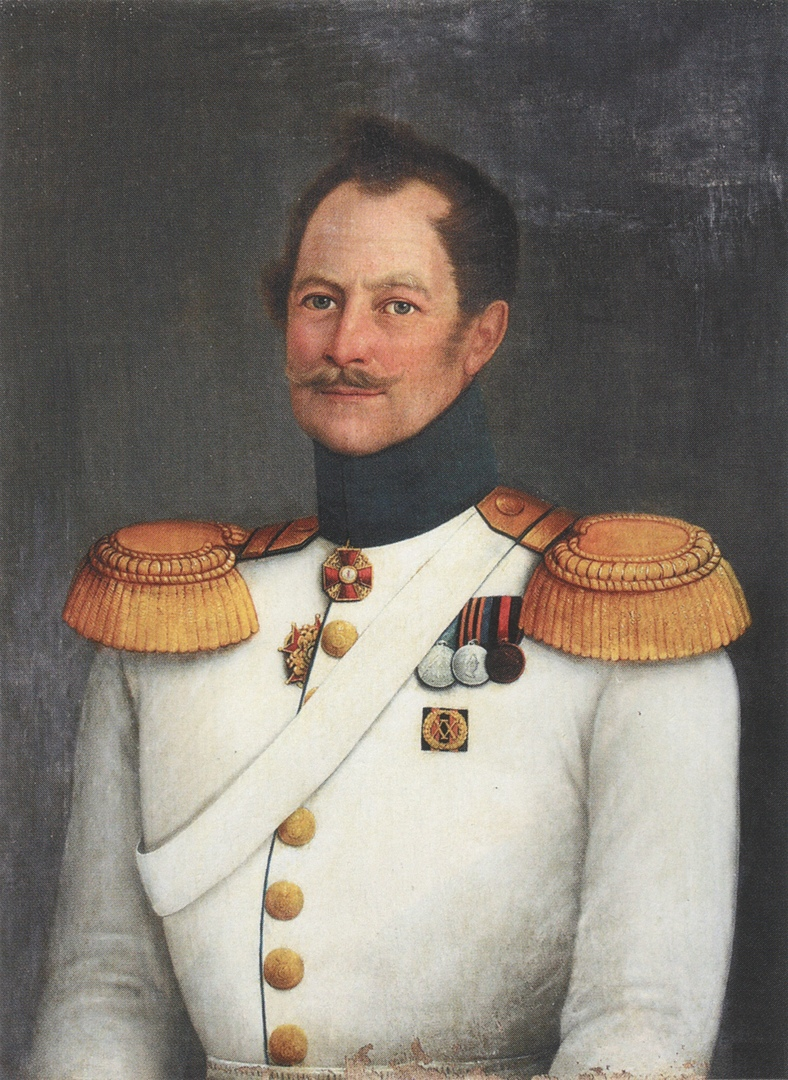
Портрет командира Стародубовского кирасирского полка полковника Карла Андреевича Рейснера (портрет кисти неизвестного художника, 1837—1839)

Один из правнуков Мартина Андреаса Рейснера — Эрнест Мартынович (1824—1878) — врач, действительный статский советник, доктор медицины (1851), профессор-анатом Дерптского университета (1853—1875), его именем названа вестибулярная мембрана — Рейснерова перепонка.